# قوزلو (اشتهارد)
قوزلو (اشتهارد)، روستایی از توابع بخش مرکزی شهرستان اشتهارد در استان البرز ایران است.

## جمعیت
این روستا در دهستان ایپک قرار دارد و براساس سرشماری مرکز آمار ایران در سال ۱۳۸۵، جمعیت آن ۶۵ نفر (۱۴خانوار) بوده‌است.